# Ephesia parigilensis
Ephesia parigilensis là một loài bướm đêm trong họ Noctuidae.